# Teódoto Colocíntio

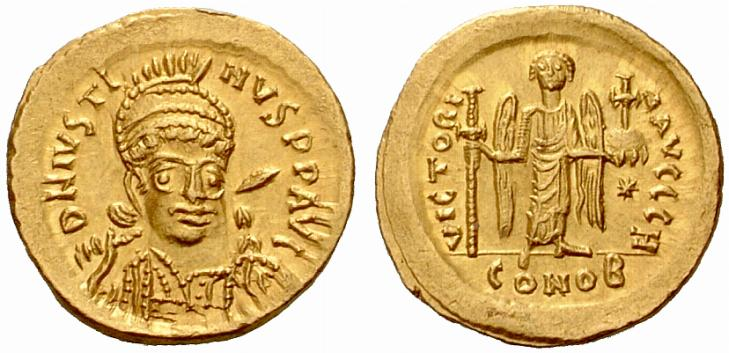
Soldo de Justino I r.

Teódoto (em latim: Theodotus), dito Colocíntio (em latim: Colocynthius; lit. "o homem abóbora") foi um oficial bizantino do século VI que exerceu ofício durante o reinado do imperador Justino I (r. 518–527). É citado pela primeira vez antes de 522, quando manteve o ofício de conde do Oriente. Em 522/523, foi nomeado durante ou para a primeira indicção (setembro de 522 - agosto de 523) como prefeito urbano de Constantinopla. Sob ordens de Justino I, vistoriou os excessos do partido dos Azuis (um dos partidos do Hipódromo de Constantinopla) e tentou manter a ordem, porém ao fazê-lo caiu em desgraça com o sobrinho e sucessor de Justino, Justiniano (r. 527–565), que lançou acusações maliciosas contra ele.
A partir deste ponto são apresentadas versões diferentes do ocorrido. De acordo com Procópio de Cesareia, temeroso pela vida de seu oficial, o imperador enviou Teódoto para Jerusalém, porém assassinos o perseguiram e ele foi forçado a procurar refúgio numa igreja onde permaneceu até sua morte. De acordo com João Malalas e João de Niciu, foi demitido, removido de seu posto e exilado no Oriente após a execução de Teodósio Zticas, um dos membros dos Azuis, e depois procurou refúgio em Jerusalém durante a terceira indicção (setembro de 524 - agosto de 525). Teódoto foi substituído como prefeito urbano por Teodoro Teganista.